# Tente Sánchez

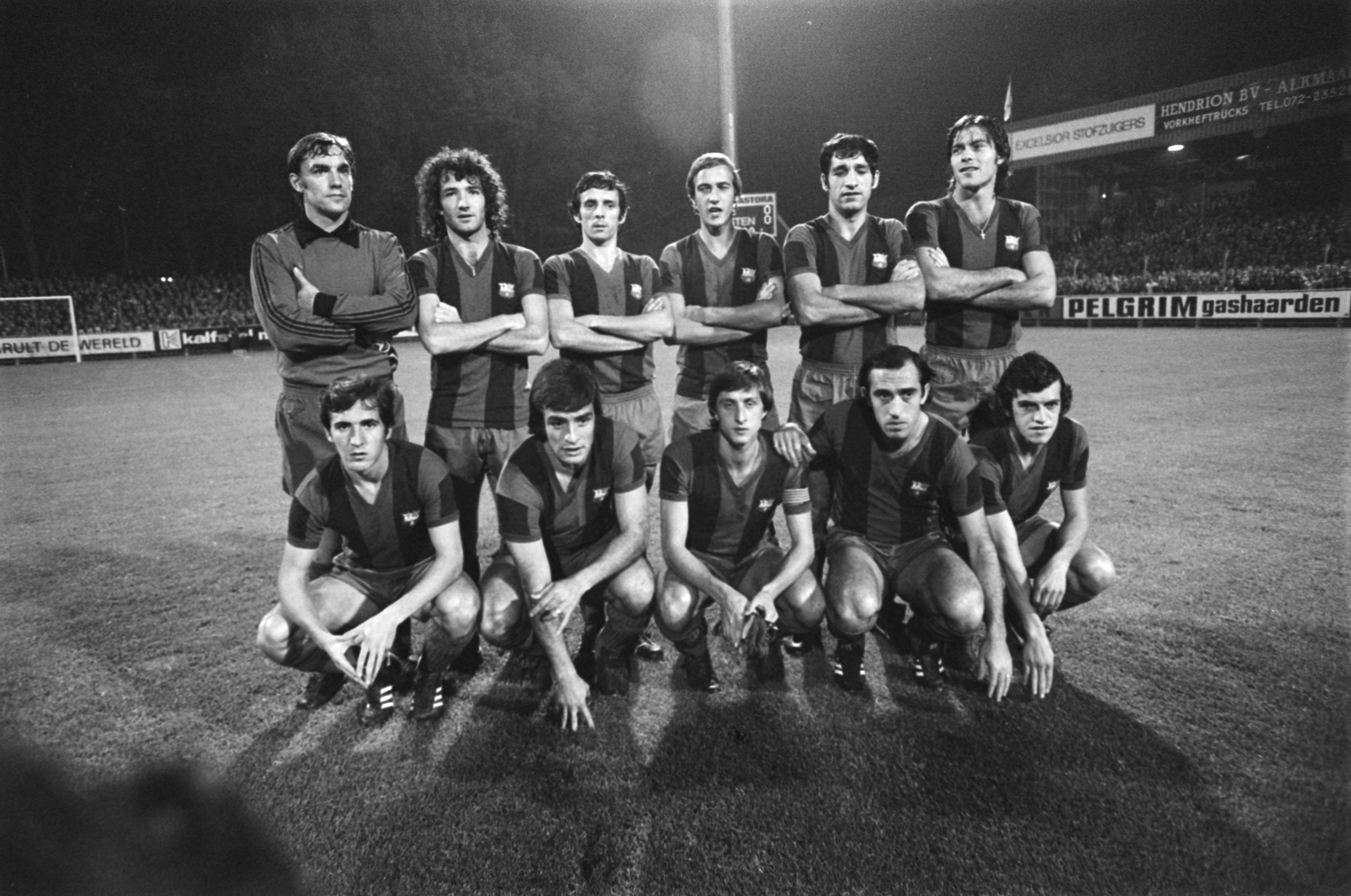
Tente Sanchez in campo con il Barcellona nel 1977 (il primo nella fila in basso, a sinistra)

José Vicente Sánchez Felip, noto come Tente Sánchez, (Barcellona, 8 ottobre 1956), è un ex calciatore spagnolo.

## Carriera

### Club
Cresciuto nel Barcellona, esordisce con la prima squadra nella Primera División spagnola nella stagione 1975-1976. Ben presto si ritaglia un posto fisso nel centrocampo, come testimoniano le 236 presenze in undici stagioni nel massimo campionato.
Nel 1986 passa al Real Murcia, mentre due anni dopo si trasferisce al Sabadell, dove conclude la carriera nel 1990.

### Nazionale
Ha totalizzato 18 presenze con la Nazionale di calcio spagnola, esordendo nella partita Jugoslavia-Spagna (1-2) del 4 ottobre 1978. Ha partecipato anche al Campionato mondiale di calcio 1982.

## Palmarès

### Club

#### Competizioni nazionali
- Campionato spagnolo: 1

Barcelona: 1984-1985
- Coppa di Spagna: 3

Barcelona: 1977-1978, 1980-1981, 1982-1983
- Supercoppa di Spagna: 1

Barcelona: 1983

#### Competizioni internazionali
- Coppa delle Coppe: 2

Barcelona: 1978-1979, 1981-1982